# Regimento de Infantaria N.º 1

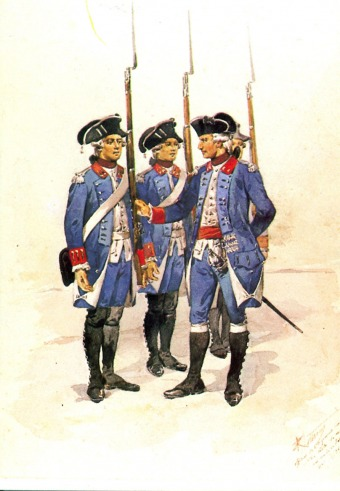
Oficial e soldados fuzileiros do Regimento de Infantaria da Corte do Exército Português, em 1762.

O Regimento de Infantaria N.º 1 (RI1) é uma unidade da Estrutura Base do Exército Português. Entre 2003 e 2006 o regimento teve como encargo operacional manter o Batalhão de Comandos. No início de 2006 os Comandos foram transferidos para a Escola Prática de Infantaria, passando o RI1 a ser um centro de instrução geral. Em Abril de 2008 foi transferido para Tavira.
Atualmente, tem sede no Quartel do Vale do Aguilhão em Beja, mantendo um destacamento em Tavira, Quartel da Atalaia.

## História
A história do Regimento de Infantaria N.º 1 é longa e enobrecida por gloriosos feitos. A sua origem remonta a 1648, ao Terço da Junta do Comércio. Em 1762 era conhecido pela designação de 2º Regimento da Armada, sendo este desdobrado em dois regimentos, comandados pelo visconde de Mesquitela e pelo Coronel D. José de Portugal.
Por decreto de 10 de Maio de 1763 toma a designação de Regimento de Infantaria de Lippe, homenageando o Conde de Lippe pela forma meritória como este organizou o Exército Português. Em 1806 as Unidades passam a ser numeradas, cabendo ao Regimento de Lippe a denominação de Regimento de Infantaria N.º 1.
Em 22 de Dezembro de 1807 foi licenciado por ordem do General Junot, integrando o 1º Regimento de Infantaria da futura Legião Portuguesa, comandado pelo Coronel Joaquim de Saldanha e Albuquerque.
Em 30 de Setembro de 1808 foi mandado reunir em Lisboa, e em 14 de Outubro foi formalmente restabelecido.
Em 1890, por reconhecimento e apreço de Sua Majestade El-Rei D. Carlos, pela lealdade e serviços prestados por este Regimento e querendo dar a sua Esposa, Rainha D. Amélia, uma prova particular de estima, determina que o mesmo passe a designar-se por Regimento da Rainha.
Com a abolição da Monarquia em 1910, o Regimento volta a designar-se Regimento de Infantaria N.º 1, designação que manteve até 1974, passando a partir desta data a denominar-se Regimento de Infantaria de Queluz.
Em 1988, por Decreto-Lei de 22 de julho, volta a designar-se Regimento de Infantaria N.º 1.
Num passado bem recente, a Transformação do Exército determinou a extinção do Regimento de Infantaria N.º 2 em Abrantes, passando o Regimento de Infantaria N.º 1 a assumir a sua missão constituindo-se como Centro de Formação Geral Comum de Praças do Exército (CFGCPE), na dependência do Comando da Instrução e Doutrina (CID).
No decurso do corrente ano foi alterada a missão, organização e dispositivo do Regimento de Infantaria N.º 1. O encargo da formação passa para a Escola Prática de Infantaria; a directiva determina ainda a cedência das instalações na serra da Carregueira ao Centro de Tropas Comando (CTC) e a transferência do RI1 para o PM – 07/T (Quartel da Atalaia, em Tavira), passando desde então para a dependência do Comando Operacional (Cmd Op).
Em 1 de Abril de 2008 estebelece-se no Quartel da Atalaia (Tavira). O RI1 participa nesse ano no Exercício ORION 08, e no apoio às comemorações do Dia do Exército e no Exercício Conjunto da série LUSÍADA.
Em 1 de Agosto de 2015 é transferido para a cidade de Beja. 

### Observação
O RI1 é também herdeiro das tradições militares do antigo Batalhão de Metralhadoras N.º 1, criado em 1926, a partir do 1.º Grupo de Metralhadoras, e extinto em 1960.

## Denominações
O Regimento de Infantaria N.º 1 é uma das mais antigas e tradicionais unidades militares de Portugal, tendo estado, ao longo da sua história, sempre associado à guarnição da região de Lisboa.
Ao longo da sua história, o regimento teve as seguintes denominações:
- 1663-1707 : Terço da Junta do Comércio (também conhecido por Terço da Bolsa);
- 1707-1762 - Regimento da Junta do Comércio;
- 1762-1806 - Regimento do Conde Reinante de Schaumburg-Lippe (ou simplesmente Regimento de Lippe);
- 1806-1828 - Regimento de Infantaria N.º 1;
- 1828-1834 - 1º Regimento de Infantaria de Lisboa;
- 1834-1837 - Regimento de Infantaria N.º 1;
- 1837-1842 - Batalhão de Infantaria N.º 17;
- 1842-1890 - Regimento de Infantaria N.º 1;
- 1890-1910 - Regimento N.º 1 de Infantaria da Rainha;
- 1910-1974 - Regimento de Infantaria n.º 1;
- 1974-1975 - Regimento de Infantaria Operacional de Queluz;
- 1975-1988 - Regimento de Infantaria de Queluz;
- Desde 1988 - Regimento de Infantaria N.º 1.

## O brasão de Armas
- O campo do escudo e a rosa são as armas do Conde de Lippe, Marechal-General do Exército Português, que reorganizou o Exército na segunda metade do século XVIII e em 1763 deu o seu nome ao Regimento.
- Os esmaltes do chefe são os do Batalhão de Metralhadoras N.º 1 criado em 1926 cujas gloriosas tradições foram herdadas em 1960 pelo Regimento de Infantaria N.º 1. O alinhamento das fuselas alude à sequência do cartuchame nas fitas das metralhadoras.
- O corvo, das armas da cidade de Lisboa, recorda a sua localização desde os tempos do Terço da Junta ou da Bolsa, organizado cerca de 1648.
- O pentágono alude à forma característica dos edifícios e parada do Quartel do Conde de Lippe na Calçada da Ajuda, em Lisboa, onde durante mais de um século estiveram instalados os regimentos de Lippe e de Infantaria N.º 1 e cujo terreno foi oferecido pelo próprio Conde de Lippe.